# Сексмиссия
«Сексми́ссия» (пол. Seksmisja, в советском прокате — «Новые амазонки», также иногда встречаются варианты «Секс-миссия», «Сексмиссия, или Новые амазонки» и «Новые амазонки, или сексмиссия») — польская фантастическая кинокомедия 1983 года, поставленная режиссёром Юлиушем Махульским.
В 1984 году фильм получил награду Польского кинофестиваля. А в 2005 году в совместном опросе трёх польских изданий о кино (Cinema, Esensja и Stopklatka) читатели назвали «Сексмиссию» лучшим польским фильмом за 30 лет.

## Сюжет
В начале фильма демонстрируется высказывание Славомира Мрожека: «Завтра — это сегодня, только завтра».
Действие фильма начинается в 1991 году. Бросивший семью ловелас и пройдоха Макс и интеллигентный учёный-биолог Альберт подвергают себя эксперименту замораживания (гибернации), чтобы проснуться через три года в 1994 году. А пробуждаются более чем через пятьдесят лет — в 2044 году, причём в мире, в котором живут одни женщины (мужчины погибли во время войны под действием неизвестного излучения, источник которого — бомба, сконструированная профессором Виктором Куппельвайзером, тем самым, что заморозил героев). Размножаются эти «новые амазонки» с помощью партеногенеза.
Страна «амазонок» — это подземный бункер. Его жительницы никогда не выходят на поверхность, поскольку считают, что после глобальной войны поверхность планеты подверглась заражению. Половое влечение у женщин подавляется с помощью пилюль, о необходимости приёма которых напоминают специальные устройства. Эти пилюли трансформируют влечение в страсть к карьере. Эта страсть в конечном итоге приводит к тому, что одна из женщин, служащая ведомства «Архео» по имени Ламия Рено, переходит на сторону мужчин и помогает им бежать после того, как у неё отбирают её работу по исследованию «самцов» и передают в ведомство «Генетикс». Для предотвращения побегов в «блокгаузе С» установлен перископ, показывающий мёртвую поверхность планеты, и счётчик «излучения М», создаваемого бомбой Куппельвайзера.
Размороженные мужчины ожидали, что их встретят как героев, но в этом новом мире сильному полу не место. Их исследует ведомство под названием «Архео», но в эти исследования вмешивается ведомство «Генетикс». Макс пытается «закрутить роман» с археологом Ламией, но та пресекает эти попытки с помощью борцовского приёма. Однако поцелуй Макса не даёт ей покоя, и Ламия начинает интересоваться, для чего всё же нужны были мужчины? С этой целью она посещает пансион для престарелых обитательниц «женского мира», больше напоминающий тюрьму, и встречается с Юлией Новак, самой старой его обитательницей. Та очень хорошо понимает Ламию, задаёт вопрос «Не влюбилась ли ты, девочка?» и пытается погладить по голове.
«Самцов» ведут на встречу с «её превосходительством», главой «женского мира», перед которой главные герои съедают «священные яблоки». Они пытаются бежать, в процессе побега на лифте попадают в разные места «нового мира» (в школу, где девочек учат «Самец — наш враг!», в бассейн, деловой центр, на паспортный контроль, на «сборище декаденток», которое разгоняет полиция). Один из побегов проходит, казалось бы, удачно — мужчины с помощью археолога Ламии поднимаются на самый верхний уровень, где она показывает им вид поверхности в перископ и демонстрирует счётчик «излучения М». Однако мужчины заявляют, что они всё равно намерены подняться на поверхность, и оказывается, что Ламия сознательно заманила их в засаду.
После того как мужчины были захвачены, Ламии сообщают, что у неё отбирают работу по исследованию мужчин и передают её в службу «Генетикс». Переодевшись медсестрой, Ламия проникает в операционную, где мужчин готовят к «натурализации», и спасает их прямо с операционного стола. Хирургом, который должен был «натурализовать» мужчин, оказывается дочь Макса Ядвига, которая обращается к нему по фамилии «Парадис» и упрекает за то, что он бросил их с мамой. Ядвига высказывает также предположение о том, что тела мужчин можно использовать для приготовления «белковой массы», то есть употребить в пищу. Ламия выводит мужчин на поверхность и сама поднимается с ними. Все трое — в скафандрах. Отойдя от точки выхода несколько метров, они упираются в ткань, на которой был изображён безжизненный ландшафт. Прорезав эту преграду, они выходят за пределы купола, построенного вокруг перископа, и оказываются на настоящем берегу моря. Герои вскоре начинают задыхаться, но случайно увидев летящего над лесом аиста, понимают, что во внешнем мире можно жить без опасности для здоровья и, избавившись от скафандров, идут дальше и находят чей-то благоустроенный дом. К ним присоединяется преследовательница Эмма Дакс. Случайно включив телевизор, они попадают на выпуск новостей, в котором сообщают о «героически погибших» Ламии и Эмме, а также о якобы «натурализованных самцах». Макс уединяется с Ламией, Альберт — с Эммой.
Дом оказывается владением главы всех женщин Её Превосходительства, которая отлично знает, что поверхность Земли вполне пригодна для жизни (но держит это в тайне от подчинённых), и отсюда управляет своим подземным миром. Мужчины пытаются схватить «её превосходительство», и в процессе борьбы оказывается, что на самом деле под личиной женщины скрывался мужчина. После войны он оказался единственным мальчиком, которого любящая мать смогла спасти от «натурализации», выдав его за девочку, а специальные пилюли, подавляющие влечение, позволили ему быстро подняться по должностной иерархии. Её Превосходительство предлагает управлять подземным миром по очереди, но у главных героев иные планы. Они принимают решение начать «сексмиссию»: используя свою сперму, дать жизнь новому поколению мальчиков, которое прекратит матриархат «амазонок». На следующий день после побега они с помощью Её Превосходительства, объявившего этот день государственным праздником, прокрадываются в инкубатор и скидывают в пробирки свой биоматериал. Кончается фильм рождением первого мальчика. Тот факт, что рождённый — именно мальчик, представлен особо крупным планом.

## В ролях
| Актёр                         | Роль                                         |
| ----------------------------- | -------------------------------------------- |
| Ежи Штур                      | Макс Парадис                                 |
| Ольгерд Лукашевич             | Альберт Старский                             |
| Божена Стрыйкувна             | доктор Ламия Рено из «Архео»                 |
| Богуслава Павелец             | доктор Эмма Дакс из «Генетикс»               |
| Беата Тышкевич                | шеф «Архео» Берна                            |
| Ханна Станкувна               | шеф «Генетикс» Текла                         |
| Рышарда Ханин                 | дочь Макса доктор Ядвига Янда                |
| Барбара Людвижанка            | старейшая постоялица приюта Юлия Новак       |
| Мирослава Мархелюк            | советница Её Превосходительства              |
| Ханна Микуць                  | охранница мужчин Линда                       |
| Эльжбета Зайонцувна           | охранница мужчин Заяцонна                    |
| Ханна Бенюшевич               | охранница в «Архео»                          |
| Дорота Сталиньская            | репортер ТВ                                  |
| Эва Шикульская                | инструктор в специальной секции              |
| Януш Михаловский              | профессор Виктор Куппельвайзер               |
| Пётр Стефаняк                 | ассистент Куппельвайзера                     |
| Юлиуш Любич-Лисовский         | отец Альберта                                |
| Зофья Плевиньская             | жена Макса и мать Ядвиги                     |
| Веслав Михниковский           | Её Превосходительство (озвучила Б. Валкувна) |
| Карина Шафраньская            | девушка в лифте перед выходом в бассейн      |
| Гражина Треля                 | охранница в шахте                            |
| Эльжбета Ясиньская            | фальшивый Макс                               |
| Тереза Макарска               | фальшивый Альберт                            |
| Алиция Зоммер                 | первый оператор радара («нет импульсов»)     |
| Беата Май-Дамбаль             | второй оператор радара                       |
| Магдалена Кута                | охранница в блокхаузе «Т»                    |
| Анна Весоловская              | охранница в блокхаузе «Т»                    |
| Малгожата Рогаская-Висневская | начальница убежища (приюта)                  |
| Ханна Белюшко                 | работник «Архео» ассистентка Ламии Рено      |
| Лидия Богачувна               | декадентка                                   |
| Дорота Ворожбицкая            | Девушка из вертолёта                         |
| Магдалена Шолль-Калиновская   | девочка                                      |

## Над фильмом работали
- Авторы сценария: Юлиуш Махульский, Иоланта Хартвиг, Павел Хайны
- Режиссёр-постановщик: Юлиуш Махульский
- Оператор-постановщик: Ежи Лукашевич
- Художник-постановщик: Януш Сосновский
- Композитор: Хенрик Кузьняк
- Звукооператор: Марек Вронко
- Художник по костюмам: Малгожата Брашка
- Монтажёр: Мирослава Гарлицкая
- Директор картины: Анджей Солтысик

В 2014 году вышла книга Махульского и Яцека «Голая правда о Секс миссии» (Naga prawda o Seksmisja), посвящённая фильму.

## Награды
- 1984 Фильм получил награды на кинофестивале Polish Film Festival[5].